# Крауя
Крауя (латыш. Krauja) — населённый пункт в Аугшдаугавском крае Латвии. Входит в состав Науенской волости. Находится на правом берегу Западной Двины у региональной автодороги P65 (Вецстропи — Крауя). Расстояние до города Даугавпилс составляет около 11 км. По данным на 2015 год, в населённом пункте проживало 1022 человека. Есть школа музыки и искусств, молодёжный и спортивный центр, детский дом, библиотека, детский сад, почтовое отделение, врачебная практика. Рядом находится железнодорожная станция Крауя линии Даугавпилс — Индра.

## История
Населённый пункт развивался вокруг бывшего поместья Гофтенберг.
В советское время Крауя входила в состав Вецпилсского сельсовета Даугавпилсского района. В селе располагалось Даугавпилсское мелиоративно-строительное управление.